# Viveza criolla
Viveza criolla es una frase hecha o frase literal de español de cuño particularmente argentino, que describe una manera peculiar de enfocar el estilo de vida pícaro. Este término tiene sus orígenes en la zona de influencia del Río de la Plata, y se extendió en Chile, Paraguay, Uruguay, Perú, y Venezuela.
La expresión contempla y engloba una especial filosofía de vida, de querer siempre obtener alguna ventaja, de querer siempre recorrer la línea de mínima resistencia y mayor comodidad, la que en algunas zonas tanto de Argentina como de Paraguay y Uruguay se extiende en todos los niveles socioeconómicos, priorizándose este aspecto respecto de cuestiones éticas, morales, y de principios. El concepto así expresado es conocido también como «criollada» en Perú, además que se asemeja regionalmente al «jeitinho brasileiro», expresión de uso corriente en Brasil, y la «malicia indígena» en Colombia.

## Características
La viveza criolla se caracteriza por:
- Falta de respeto para otros e indiferencia al bien común, en un marco de intereses principalmente individuales o a lo sumo familiares.[2]

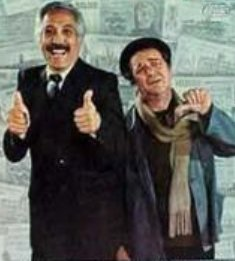
Los actores Federico Luppi y Julio De Grazia en el film Plata dulce.

- Existencia de una notoria corrupción política y administrativa, más o menos extendida en todas las instituciones nacionales, y bajo muy diversos aspectos, y entre otros, apropiación de fondos públicos por parte de funcionarios y jerarcas deshonestos, favoritismos de todo tipo, mala administración de recursos estatales, atención de cuestiones personales y familiares desde los propios puestos de trabajo, nepotismo etc.[2] Ello incluye el soborno a las autoridades.

- Individualismo extremo con mezcla de confianzas y desconfianzas e incluso de intrigas, y con cierta ligera capacidad de cooperación y acompañamiento en objetivos socio-comunitarios, con la finalidad tal vez de parecer otra cosa, o de desviar la atención, o de intentar lavar las propias culpas[2] (la confianza en las personas es un componente clave de capital social, que es crucial para el desarrollo económico y el apropiado funcionamiento de las instituciones democráticas, pero si el mismo falla y en forma generalizada, todo se derrumba).[2] Esto incluye el establecimiento de pautas; reglas o indicaciones de cómo deben actuar u operar terceros en beneficio de una autoridad o persona de poder.

- Ley del mínimo esfuerzo.

- Anomia o debilitamiento de la moralidad, y frecuentes desviaciones sociales, como el punto de partida de la general aceptación de un comportamiento anómalo de la sociedad.[2]

- Hábito generalizado de culpar a los otros y/o a las circunstancias como forma de disimular los propios errores.[2]

- Actitudes contrarias a los principios éticos.

## Casos notables

### Frases célebres
- Quien hizo la ley hizo la trampa.
- Hecha la ley, hecha la trampa.
- Total, si no robo yo, robará otro.
- El vivo vive del zonzo y el zonzo de su trabajo.
- Todos los políticos roban. Él/ella roba pero hace. [políticas de bienestar social, obras públicas, infraestructura, etc].

### Cultura popular
- «Pepe el vivo» (Perú)[14]
- Achoramiento (Perú,[15] se ha referido informalmente a la derecha conservadora)
- «Meter la yuca» (Alberto Fujimori)[16]
- Risas y salsa (segmento «El pícaro»)[17]
- Trampolín a la fama (programa de concursos peruano)
- La mano de Dios (Maradona)
- Plata dulce